# Moulin à marée de Coët Courzo
Pour les articles homonymes, voir Moulin à marée (homonymie).
Le moulin à marée de Coët Courzo est un édifice à Locmariaquer, en France.

## Description
Le moulin est situé au nord du bourg de Kerouarc'h et légèrement au sud-est du bourg de Coët Courzo qui lui donne son nom, à 3 km au nord-ouest du centre de Locmariaquer. Il se situe sur la rive ouest de la rivière d'Auray, dans le creux d'une petite baie naturelle entièrement découverte à marée basse, le marnage de la zone étant très important. Le moulin est formé de l'édifice à proprement parler, ainsi que d'une digue qui isole une partie de la baie, formant à l'ouest un petit étang de quelques hectares.
Le bâtiment du moulin est un édifice en granite de plan rectangulaire, érigé sur un côté de la digue, à peu près en son milieu. La digue supporte également une route.

## Histoire
La construction du moulin de Coët Courzo remonte au moins au XVIe siècle. Il est utilisé jusque dans les années 1960 et est depuis désaffecté.